# Jeffrey Hoogland
Jeffrey Hoogland (Nijverdal, 16 de março de 1993) é um ciclista neerlandês que compete na modalidade de pista, especialista nas provas de velocidade e contrarrelógio.
Ganhou sete medalhas no Campeonato Mundial de Ciclismo em Pista entre os anos 2016 e 2020, e dez medalhas no Campeonato Europeu de Ciclismo em Pista entre os anos 2015 e 2019.
Nos Jogos Europeus de 2019 obteve duas medalhas de ouro, nas provas de velocidade individual e por equipas. Participou nos Jogos Olímpicos de Verão de 2016, ocupando o 6.º lugar na prova de velocidade por equipas e o 11.º em velocidade individual.
Ao lado de Roy van den Berg e Harrie Lavreysen, conquistou o ouro na velocidade por equipes em Tóquio 2020, estabelecendo o recorde olímpico de 41 segundos e 369 milésimos.

## Medalhas em competições internacionais
| Campeonato Mundial | Campeonato Mundial        | Campeonato Mundial | Campeonato Mundial     |
| Ano                | Lugar                     | Medalha            | Competição             |
| ------------------ | ------------------------- | ------------------ | ---------------------- |
| 2016               | Londres (Reino Unido)     | Medalha de prata   | Velocidade por equipas |
| 2017               | Hong Kong (China)         | Medalha de prata   | Velocidade por equipas |
| 2018               | Apeldoorn (Países Baixos) | Medalha de ouro    | Velocidade por equipas |
| 2018               | Apeldoorn (Países Baixos) | Medalha de ouro    | 1 km contrarrelógio    |
| 2019               | Pruszków (Polônia)        | Medalha de ouro    | Velocidade por equipas |
| 2019               | Pruszków (Polônia)        | Medalha de prata   | Velocidade individual  |
| 2020               | Berlim (Alemanha)         | Medalha de ouro    | Velocidade por equipas |
| Jogos Europeus     |                           |                    |                        |
| Ano                | Lugar                     | Medalha            | Competição             |
| 2019               | Minsk (Bielorrússia)      | Medalha de ouro    | Velocidade individual  |
| 2019               | Minsk (Bielorrússia)      | Medalha de ouro    | Velocidade por equipas |
| Campeonato Europeu |                           |                    |                        |
| Ano                | Lugar                     | Medalha            | Competição             |
| 2015               | Grenchen (Suíça)          | Medalha de ouro    | Velocidade individual  |
| 2015               | Grenchen (Suíça)          | Medalha de ouro    | Velocidade por equipas |
| 2015               | Grenchen (Suíça)          | Medalha de ouro    | 1 km contrarrelógio    |
| 2017               | Berlim (Alemanha)         | Medalha de ouro    | 1 km contrarrelógio    |
| 2017               | Berlim (Alemanha)         | Medalha de prata   | Velocidade individual  |
| 2017               | Berlim (Alemanha)         | Medalha de bronze  | Velocidade por equipas |
| 2018               | Glasgow (Reino Unido)     | Medalha de ouro    | Velocidade individual  |
| 2018               | Glasgow (Reino Unido)     | Medalha de ouro    | Velocidade por equipas |
| 2019               | Apeldoorn (Países Baixos) | Medalha de ouro    | Velocidade individual  |
| 2019               | Apeldoorn (Países Baixos) | Medalha de ouro    | Velocidade por equipas |

1. 1 2  Competiu na rodada de classificação.